# タウンネットワークサービス
タウンネットワークサービス株式会社(TOWN NETWORK SERVICE Corporation)は、かつて神奈川県藤沢市に本社を置いていた、現金自動預け払い機 (ATM) の設置・運営・保守管理を行っていた企業である。

## 概要
「タウンネットワークサービス」のブランド名称で、コンビニATMを手掛けていた。
首都圏を中心にATMを展開する。2006年9月からサービスを開始した。スルガ銀行と提携し、スルガ銀行が提携する他のコンビニATM（セブン銀行、イーネット、イオン銀行）と異なり、自動貸越サービス・リザーブドプラン（カードローン）の新規申し込みを受け付けていた。スルガ銀行以外の金融機関の取り扱い（取扱時間・手数料等）もスルガ銀行ATMに準拠するほか、ATM検索もタウンネットワークサービスのサイトからは行えず、スルガ銀行のサイトに誘導された。
本社はスルガ銀行湘南台支店と同じ建物に入居したいが、スルガ銀行との資本関係は不明（少なくとも、スルガ銀行の関係会社とはなっていない）。なお、企業としては2023年6月26日に法人格が消滅している。タウンネットワークサービスとしては、ATMサービス終了しており、設置ATMはセブン銀行など他社管理のATMへ転換、あるいは撤去されている。

### 業務内容
当初はコンビニエンスストアのスリーエフにおける店舗内ATMとして、神奈川県、東京都、千葉県、埼玉県のイーネットATM未設置店舗や富士シティオ各店に展開してきた。のちに、スリーエフや富士シティオからは撤退し、スーパーマーケットの西友・ヤオコーやドラッグストアのマツモトキヨシ・クリエイトSD・ヤックス等に設置し、2015年より、スリーエフの同業他社であるデイリーヤマザキ（ニューヤマザキデイリーストア含む）に設置を開始していた。